# FEMS Microbiology Ecology
FEMS Microbiology Ecology  es una las  revistas científicas revisadas por pares de la Federation of European Microbiological Societies, de publicación gratuita, tanto impresa  como on-line , la cual cubre todos los  aspectos de la ecología microbiana.
Según el Journal Citation Report (JCR), la revista tiene factor de impacto de 3.495 en 2017, y un factor de impacto a cinco años de 4.188, siendo la 42º dentro de las 126 revistas en la categoría de "Microbiología".

## Acceso
Desde 2015 el nuevo editor Oxford Academics, de la (Federation of European Microbiological Societies [FEMS]), permite el acceso completo pasado un año de la publicación a "Mini Reviews" y artículos de Investigación. 

En algunos casos bajo la licencia Creative Commons CC-BY-NC permite el uso,  distribución y reproducción no comercial en cualquier medio, siempre que el trabajo original se cite correctamente.

## Métricas de revista
2022
- Web of Science Group :4194
- Índice h de Google Scholar: 162
- Scopus: 4127